# Жариков, Иван Алексеевич
Ива́н Алексе́евич Жариков (1907—1969) — советский военачальник, участник Великой Отечественной войны, Герой Советского Союза (31.05.1945). Генерал-майор танковых войск (31.05.1954).

## Молодость и начало службы
Иван Жариков родился 30 января 1907 года в городе Короча (ныне — Белгородская область). Русский. Член КПСС с 1931 года. Окончил приходское училище, а в 1928 году рабфак. Работал шахтером на руднике.
В мае 1929 года Иван Жариков был призван на службу в Рабоче-крестьянскую Красную Армию. В 1932 году он окончил Одесское пехотное училище. По её окончании направлен командиром стрелкового взвода в одну из стрелковых дивизий Московского военного округа, но через месяц, в апреле 1932 года, переведён в 1-ю механизированную бригаду имени Калиновского, войдя тем самым в число первых советских танкистов (это первое в мире бронетанковое соединение было создано менее чем за 2 года до этого). В бригаде служил командиром взвода бронемашин, с апреля 1933 — командиром учебного взвода химической роты, с января 1934 — начальником боепитания бригады, с июня 1936 — командиром отдельной химической роты. В 1934 году окончил курсы усовершенствования командного состава. В августе 1936 года был переведён в Забайкальский военный округ и назначен командиром отдельной химической роты 32-й механизированной бригады. С февраля 1938 году служил командиром роты боевого обеспечения 8-й мотоброневой бригады, которая находилась на территории Монгольской Народной Республики, а с мая 1938 года — начальник химической службы танкового батальона особой мотоброневой бригады также на территории Монголии.
В составе своего батальона участвовал в боях на Халхин-Голе летом 1939 года. В июле в одном из боёв был тяжело ранен, эвакуирован в госпиталь в Новосибирск, где лечился около полугода.
Только в январе 1940 года вернулся в строй, будучи назначен помощником командира роты курсантов Киевского танко-технического училища. С июня 1940 года командовал отдельным автомобильным батальоном в Киевском Особом военном округе (КОВО), с августа 1940 — танковым батальоном в 30-м танковом полку 15-й танковой дивизии КОВО, с декабря 1940 — в 38-м танковом полку 19-й танковой дивизии 22-го механизированного корпуса КОВО.

## Великая Отечественная война
Во главе батальона участвовал в боях Великой Отечественной войны с первых её дней. Участник танкового сражения за Дубно — Луцк — Броды на Юго-Западном фронте. После гибели дивизии назначен командиром 31-го отдельного танкового батальона в 49-й армии на Резервном и Западном фронтах, участвовал в битве за Москву. Затем с января 1942 года служил помощником начальника отделения в управлении боевой подготовки Главного автобронетанкового управления Красной Армии. С июня 1942 года был заместителем командира 246-й танковой бригады (формировалась в г. Горький), с конца июля — командир 224-й танковой бригады (также формировалась в Горьком). С сентября вновь служил на прежней должности в Главном автобронетанковом управлении РККА.
В феврале 1943 года вернулся на фронт — командир 36-й танковой бригады 11-го танкового корпуса. Во главе бригады прошёл до конца войны. Сражался на Калининском фронте с февраля по апрель 1943, затем с июля 1943 — на Брянском, с августа по октябрь 1943 — на Южном, с февраля 1944 до конца войны — на 1-м Белорусском фронтах. Участвовал в Курской битве, в Орловской, Донбасской, Нижнеднепровской, Белорусской, Висло-Одерской, Берлинской наступательных операциях. В июле 1944 года был тяжело ранен, но в сентябре вновь вернулся в строй. Бригада под его командованием действовала успешно, за боевые отличия была награждена орденами Красного Знамени (9.08.1944), Суворова 2-й степени (12.08.1944) и Кутузова 2-й степени (19.02.1945).
В апреле 1945 года командир 36-й танковой бригады 11-го танкового корпуса 5-й ударной армии 1-го Белорусского фронта полковник Иван Жариков отличился в Берлинской операции. С 16 по 30 апреля 1945 года бригада Жарикова с боями прошла от Одера до Берлина, подбив и уничтожив 50 танков и штурмовых орудий, 164 артиллерийских орудий, 176 миномётов, 371 пулемёт, 5 бронетранспортёров, 288 автомашин и тягачей, а также взяла в плен 5600 солдат и офицеров противника.
Указом Президиума Верховного Совета СССР от 31 мая 1945 года полковник Иван Жариков был удостоен звания Героя Советского Союза с вручением ордена Ленина и медали «Золотая Звезда».
Всего в боях полковник Жариков получил 4 тяжелых и 4 лёгких ранения.

## Послевоенная служба
После окончания войны И. А. Жариков продолжил службу в Советской Армии. С ноября 1945 по апрель 1947 года служил заместителем командира 16-й механизированной дивизии в Группе советских оккупационных войск в Германии. В 1947 году он окончил академические курсы усовершенствования офицерского состава при Военной академии бронетанковых и механизированных войск имени И. В. Сталина. С января 1948 — советник при начальнике управления бронетанковых и механизированных войск Народно-освободительной армии Югославии, с мая 1948 — командир 9-го отдельного учебного танкового полка, с февраля 1949 — заместитель командира 9-й гвардейской механизированной дивизии. С марта 1949 по июль 1951 года находился в длительной заграничной командировке по линии управления внешних сношений Генерального штаба ВС СССР. С июля 1951 года — командир 34-й гвардейской механизированной дивизии в Одесском военном округе (управление — г. Николаев), а с февраля 1956 года служил помощником командира 10-го гвардейского стрелкового корпуса по бронетанковой технике. В мае 1956 года генерал-майор танковых войск И. А. Жариков был уволен в запас.
Проживал в Одессе. Умер 29 мая 1969 года. Похоронен на 2-м Христианском кладбище, участок 128.

## Воинские звания
- лейтенант (24.01.1936)
- старший лейтенант (17.02.1938)
- капитан (6.09.1940)
- майор (ноябрь 1941)
- подполковник (1.04.1942)
- полковник (15.12.1943)
- генерал-майор танковых войск (31.05.1954)

## Награды
- Герой Советского Союза (31.05.1945)
- два ордена Ленина (31.05.1945, 5.11.1954)
- три ордена Красного Знамени (3.06.1940, 12.08.1944, 15.11.1950)
- Орден Суворова 2-й степени (6.04.1945)
- орден Александра Невского (30.10.1943)
- два ордена Красной Звезды (28.02.1942, 21.02.1945)
- медали.
- Орден Красного Знамени (Монголия, 1939)